# 水黃皮伯粉蝨
水黃皮伯粉蝨（学名：Bemisia pongamiae）为粉蝨科伯粉蝨屬下的一个种。